# Fulgoraecia fulvipunctata
Fulgoraecia fulvipunctata is een vlinder uit de familie van de Epipyropidae. De wetenschappelijke naam van de soort is voor het eerst geldig gepubliceerd in 1913 door Distant.